# Yuji Hashimoto
Yuji Hashimoto (橋本 雄二, Hashimoto Yuji) est un footballeur japonais né le 13 mai 1970 dans la préfecture d'Ibaraki au Japon.